# Wereldkampioenschap voetbal 2006 (Groep D) Portugal - Mexico
Deze pagina is een subpagina van het artikel Wereldkampioenschap voetbal 2006. Hierin wordt de wedstrijd in de groepsfase in groep D tussen Portugal en Mexico gespeeld op 21 juni 2006 nader uitgelicht.

## Nieuws voorafgaand aan de wedstrijd
- Bondscoach Luiz Felipe Scolari wil geen ricico nemen wat betreft de gele kaarten. Daarom zullen Cristiano Ronaldo, Deco, Costinha, Pedro Pauleta en Nuno Valente zeker op de bank beginnen.

## Wedstrijdgegevens
| Datum                | 21 juni 2006                 | 21 juni 2006                 |
| Stadion              | Veltins-Arena, Gelsenkirchen | Veltins-Arena, Gelsenkirchen |
| Toeschouwers         | 52.000                       | 52.000                       |
| Scheidsrechter       | Ľuboš Micheľ                 | Ľuboš Micheľ                 |
| Assistenten          | Roman Slysko Martin Balko    | Roman Slysko Martin Balko    |
| Vierde man           | Essam Abd El Fatah           | Essam Abd El Fatah           |
| Man van de wedstrijd | Francisco Fonseca            | Francisco Fonseca            |
|                      | Portugal                     | Mexico                       |
| Doelpunten           | 2                            | 1                            |
| Gele kaarten         | 4                            | 5                            |
| Rode kaarten         | 0                            | 1                            |
| Wissels              | 3                            | 3                            |
| Schoten op doel      | 5                            | 6                            |
| Schoten naast doel   | 11                           | 14                           |
| Overtredingen        | 29                           | 18                           |
| Hoekschoppen         | 4                            | 5                            |
| Buitenspel           | 1                            | 2                            |
| Strafschoppen        | 0                            | 0                            |
| Balbezit (tijd)      | 00'00"                       | 00'00"                       |
| Balbezit (%)         | 50%                          | 50%                          |

| Portugal | 2 – 1           | Mexico |
| Maniche 6' Simão Sabrosa 24' (pen.)                                                                                                 | goals (assists) | 29' Francisco Fonseca |
| Luiz Felipe Scolari | bondscoach      | Ricardo La Volpe |
| Ricardo Miguel 61' Fernando Meira Marco Caneira Ricardo Carvalho Petit Maniche Tiago Luís Figo 80' Hélder Postiga 69' Simão Sabrosa | opstellingen    | Oswaldo Sánchez Carlos Salcido Rafael Márquez Ricardo Osorio Pavel Pardo 69' Gonzalo Pineda 80' Mario Mendez Francisco Fonseca Omar Bravo 46' Francisco Rodríguez Luis Ernesto Pérez |
| Paulo Ferreira 61' Nuno Gomes 69' Luís Boa Morte 80'                                                                                | wissels         | 46' Zinha 69' José Antonio Castro 80' Guillermo Franco |
| Miguel 26' Maniche 69' Boa Morte 88' Nuno Gomes 90'                                                                                 | gele kaarten    | 22' Francisco Rodriguez 65' Rafael Márquez 87' Zinha |
| | rode kaarten    | 61' Luis Ernesto Pérez (2× geel) |

## Nabeschouwing
De Portugese bondcoach Luiz Felipe Scolari heeft een record gevestigd. Tegen Mexico boekte de Braziliaan zijn tiende zege op rij op een WK. Behalve de drie overwinningen met Portugal, won Scolari 7 maal met Brazilië op het WK 2002.

## Overzicht van wedstrijden
| Groepswedstrijden | | | |
| Groep A | Groep B | Groep C | Groep D |
| Duitsland - Costa Rica Polen - Ecuador Duitsland - Polen Ecuador - Costa Rica Ecuador - Duitsland Costa Rica - Polen             | Engeland - Paraguay Trinidad en Tobago - Zweden Engeland - Trinidad en Tobago Zweden - Paraguay Zweden - Engeland Paraguay - Trinidad en Tobago | Argentinië - Ivoorkust Servië en Montenegro - Nederland Argentinië - Servië en Montenegro Nederland - Ivoorkust Nederland - Argentinië Ivoorkust - Servië en Montenegro | Mexico - Iran Angola - Portugal Mexico - Angola Portugal - Iran Portugal - Mexico Iran - Angola                               |
| Groep E | Groep F | Groep G | Groep H |
| Italië - Ghana Verenigde Staten - Tsjechië Italië - Verenigde Staten Tsjechië - Ghana Tsjechië - Italië Ghana - Verenigde Staten | Australië - Japan Brazilië - Kroatië Brazilië - Australië Japan - Kroatië Japan - Brazilië Kroatië - Australië                                  | Frankrijk - Zwitserland Zuid-Korea - Togo Frankrijk - Zuid-Korea Togo - Zwitserland Togo - Frankrijk Zwitserland - Zuid-Korea                                           | Spanje - Oekraïne Tunesië - Saoedi-Arabië Spanje - Tunesië Saoedi-Arabië - Oekraïne Saoedi-Arabië - Spanje Oekraïne - Tunesië |
| Achtste finales | | | |
| Duitsland - Zweden Argentinië - Mexico                                                                                           | Italië - Australië Zwitserland - Oekraïne | Engeland - Ecuador Portugal - Nederland | Brazilië - Ghana Spanje - Frankrijk                                                                                           |
| Kwartfinales | | | |
| Duitsland - Argentinië | Italië - Oekraïne | Engeland - Portugal | Brazilië - Frankrijk |
| Halve finales | | | |
| Duitsland - Italië | Duitsland - Italië | Portugal - Frankrijk | Portugal - Frankrijk |
| Troostfinale | | | |
| Duitsland - Portugal | | | |
| Finale | | | |
| Italië - Frankrijk | | | |